# Phyllotis nogalaris
El pericote de los nogales también denominado rata de los nogales (Phyllotis nogalaris) es una especie de roedor del género Phyllotis de la familia de los cricétidos. Habita en bosques húmedos de las montañas del centro-oeste de Sudamérica.

## Taxonomía
Este taxón fue descrito originalmente como especie plena en el año 1921 por el mastozoólogo británico Michael Rogers Oldfield Thomas.
Autores posteriores la refirieron como una subespecie de Phyllotis osilae (es decir: Phyllotis osilae nogalaris), un taxón descrito en 1901 por el zoólogo estadounidense Joel Asaph Allen, la cual posee localidad tipo, interpretada por Pearson en 1958, en: “Osila (= Asillo), departamento de Puno, 27 km al este-nordeste de Ayaviri, a una altitud de 3962 msnm, Perú”.
En el año 2016, luego de realizar análisis morfológicos, morfométricos y moleculares basados en nuevas muestras, un equipo de zoólogos integrado por J. Pablo Jayat, Pablo E. Ortiz, Rodrigo González y Guillermo D'Elía elevó al taxón a la consideración nuevamente como especie plena, tal como sospechaba Juan Carlos Chébez en el año 2009.
Localidad tipo
La localidad tipo de Phyllotis nogalaris es: “Higuerillas, departamento de Valle Grande, provincia de Jujuy, Argentina”.
Etimología
Etimológicamente, el término específico nogalaris refiere al ambiente donde fue capturado el ejemplar tipo: un "nogalar", es decir, un bosque de nogal criollo (Juglans australis).

## Distribución geográfica y hábitat
Esta especie se distribuye en el noroeste de la Argentina en las provincias de: Jujuy y Salta (mencionado de forma dudosa en esta última, según Chebez).
El ejemplar tipo fue colectado por Emilio Budin en un bosque de nogales criollos, una especie arbórea que forma macizos monoespecíficos en los pisos forestales altitudinales superiores de las selvas de las yungas australes, en un hábitat lluvioso en la temporada cálida y fresco y seco en la temporada invernal. Según el propio Budin la especie: "Parece ser rara".